# 11069 Bellqvist
11069 Bellqvist è un asteroide della fascia principale. Scoperto nel 1992, presenta un'orbita caratterizzata da un semiasse maggiore pari a 3,0366416 UA e da un'eccentricità di 0,0756635, inclinata di 9,75495° rispetto all'eclittica.